# .mm
.mm es el dominio de nivel superior geográfico (ccTLD) para Birmania.
.bu fue el dominio para Birmania hasta 1987.